# 自由の値
「自由の値」（Find the Cost of Freedom）は、クロスビー、スティルス、ナッシュ&ヤングが1970年に発表した楽曲。

## 概要
後述のとおり、1969年8月のウッドストック・フェスティバルですでに披露されていた。スティーヴン・スティルスが作詞作曲した。
1970年5月4日、ケント州立大学で学生が州兵に銃撃され4人が死亡するという事件が発生。ニール・ヤングはこれに抗議するための曲「オハイオ」を書き上げ、5月21日にスティーヴン・スティルス、デヴィッド・クロスビー、グラハム・ナッシュを集めロサンゼルスのレコード・プラント・スタジオでレコーディングを行った。このときのセッションで同時に録音されたのが本作品である。
同年6月に発売されたシングル「オハイオ」のB面に収録された。その後、1974年8月19日に発売されたベスト・アルバム『ソー・ファー - 華麗なる栄光の道』に収録された。
1982年にリリースされたアルバムの『デイライト・アゲイン』に収録された、アルバムタイトル曲「デイライト・アゲイン」は、この「自由の値」を発展させた曲である。

## 演奏者
- スティーヴン・スティルス - ボーカル、アコースティック・ギター（左）
- デヴィッド・クロスビー - ボーカル
- グラハム・ナッシュ - ボーカル
- ニール・ヤング - ボーカル、アコースティック・ギター（右）

## 別バージョン
| アルバム名                               | 録音時期と場所                                   | 発売日        |
| ---------------------------------------- | ------------------------------------------------ | ------------- |
| Woodstock: Three Days of Peace and Music | 1969年8月18日、ウッドストック・フェスティバル    | 1994年8月9日  |
| 4ウェイ・ストリート                      | 1970年6月 - 7月                                  | 1971年4月7日  |
| Journey Through the Past                 | 1970年6月5日、ニューヨーク、フィルモア・イースト | 1972年11月7日 |
| Carry On                                 | 1971年10月3日、ボストン、ミュージックホール      | 2013年2月12日 |
| Déjà Vu Live                             | 2006年                                           | 2008年7月22日 |

## カバー・バージョン
- スティクス - 『Big Bang Theory』（2005年）に収録。
- ガロ - ボックスセット『GARO BOX』（2006年）に収録[4]。また、1976年3月20日に神田共立講堂で行われた解散コンサートでは、本作品のほか、「ティーチ・ユア・チルドレン」「組曲: 青い眼のジュディ」が演奏された。
- ワイノ&コニー・オークス - 『Labour of Love』（2012年）に収録。